# Pyrostria fasciculata
Pyrostria fasciculata är en måreväxtart som beskrevs av Wenceslas Bojer och John Gilbert Baker. Pyrostria fasciculata ingår i släktet Pyrostria och familjen måreväxter.
Artens utbredningsområde är Mauritius. Inga underarter finns listade i Catalogue of Life.